# Bruce Spence
Bruce Spence (* 17. září 1945 Auckland, Nový Zéland) je novozélandský herec. Herectví studoval na Hendersenově vysoké škole v Aucklandu. Hrál např. v Putování s dinosaury od BBC nebo posledním díle Pána prstenů v režii Petera Jacksona. Scéna kde se objevil však byla vynechána a na plátně se neukázal.
Má dvě děti se svou manželkou Jenny a žije v Aucklandu.

## Filmografie
- 2014 Blacktrack
- 2014 Já, Frankenstein
- 2010 Letopisy Narnie: Plavba Jitřního poutníka
- 2008 Austrálie
- 2005 Star Wars: Epizoda III – Pomsta Sithů - Tion Medon
- 2003 Hledá se Nemo
- 2003 Inspektor Gadget 2
- 2003 Matrix Revolutions - Trainman
- 2003 Pán prstenů: Návrat krále - Ústa Sauronova
- 2002 Královna prokletých
- 1998 Bílá velryba
- 1998 Smrtihlav
- 1997 Halifaxová, soudní psychiatr - Není to romantické?
- 1995 Ace Vantura 2: Volání divočiny
- 1992 Uprostřed Galaxie zahněte vlevo
- 1991 Sladký mluvka
- 1987 Zbojník Roy
- 1985 Šílený Max a Dóm hromu
- 1984 Kde sní zelení mravenci
- 1982 V poslední chvíli
- 1981 Šílený Max 2 – Bojovník silnic - Gyro
- 1979 Dimboola
- 1978 Newsfront
- 1976 Eliza Fraser
- 1976 Oz
- 1976 Vypusťte balon
- 1974 Auta, která snědla Paříž
- 1971 Stork